# Ida Lücke
Ida Lücke, geborene Deneke, (* 13. März 1838 in Magdeburg; † 18. Februar 1920 in Magdeburg) begründete mehrere Stiftungen in der Region Magdeburg.

## Leben
Ida Lücke wurde als Tochter des Magdeburger Kaufmanns Carl Deneke und seiner Ehefrau Ida Deneke, geborene Jäger geboren. Sie heiratete den Magdeburger Kaufmann Gustav Lücke. Nach dessen Tod erbte sie die Hälfte des beträchtlichen Vermögens und verwandte dies zu einem großen Teil für mildtätige Stiftungen.
Im Magdeburger Stadtteil Werder gründete sie zunächst das Ida-Lücke-Heim für alleinstehende Damen. Sie plante dann die Gründung eines Kinderheims, welches Anfang 1902 in Darlingerode als Gustav-Lücke-Stift eröffnet wurde. Das Heim diente zur Erholung Magdeburger Kinder aus ärmlichen Verhältnissen. Diesen Besitz übertrug sie an den Magdeburger Verein für weibliche Diakonie Bethanien.
Zu ihren Ehren wurde noch zu ihren Lebzeiten eine Straße im Stadtteil Werder als Lückestraße benannt, die noch heute diesen Namen trägt.